# Águilas (Tolkien)
Dentro del legendarium creado por el autor británico J. R. R. Tolkien, las águilas son las más grandes y nobles aves creadas por Manwë y Yavanna antes del despertar de los Hijos de Ilúvatar. Según los diálogos sostenidos entre estos dos Valar, recogidos en El Silmarillion, Manwë le reveló a Yavanna que en la Canción de los Ainur los cantos de ambos se habían elevado juntos. Esto quería decir que el reino de Manwë (los aires) y el de Yavanna (los seres vivos) crearían algo juntos. Esto no podía ser otra cosa que majestuosas aves surcando los cielos. Manwë les puso a estas águilas espíritus bienaventurados (probablemente Maiar) para que de esta manera fueran sus nobles vasallos, vigías y mensajeros.

## Historia

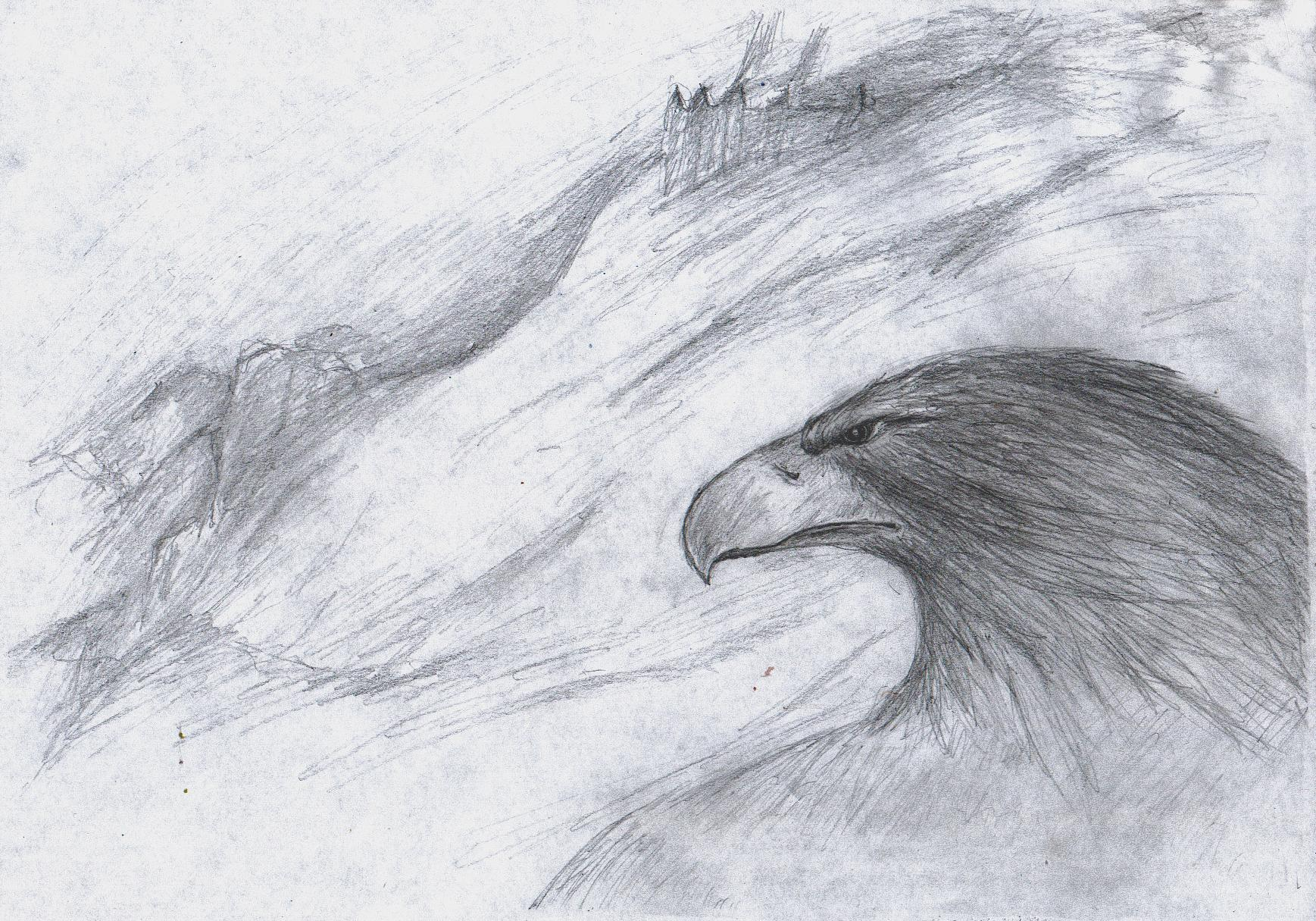
Gwaihir, líder de las Águilas durante la Tercera Edad

Su misión principal era la de ser mensajeras de Manwë, aunque también tenían la de ayudar a los Elfos y a los Hombres contra Morgoth, en la Primera Edad del Sol, cuando su líder era Thorondor. Durante esta Edad, rescataron a Maedhros y Fingon cuando este intentó liberar a Maedhros de su cautiverio en los picos de Thangorodrim, en Angband; ayudaron a Beren y Lúthien cuando robaron el Silmaril de la corona de Morgoth; ayudaron a Fingolfin en su combate contra Morgoth y rescataron su cuerpo para que descansara en un lugar a salvo, cerca de la ciudad de Gondolin; ayudaron a Húrin y Huor en la guerra contra los orcos y participaron en la Guerra de la Cólera.
En la Segunda Edad, cuando la condenación de Númenor se acercaba, muchos hombres creyeron entrever, entre las oscuras nubes tormentosas, a las Águilas de Manwë volando hacia ellos desde el Occidente en formación de combate, y lo interpretaron como signo de la ira de los Valar. 
En la Tercera Edad, las Águilas de las Montañas Nubladas, dirigidas por Gwaihir, ayudaron a Gandalf y a Radagast en su misión de combatir a Sauron en diversas ocasiones. Antes de la Batalla de los Cinco Ejércitos, ayudaron a Gandalf, los enanos de la compañía de Thorin Escudo de Roble y a Bilbo Bolsón, además de participar en la mencionada batalla, ayudando a la victoria definitiva de los Pueblos Libres contra las huestes del mal. Durante la Guerra del Anillo liberaron a Gandalf de Orthanc, y también lo transportaron desde la cima del Zirak Zigil hasta Lothlórien tras su batalla con el Balrog de Moria, y rescataron a Frodo y a Sam de las pendientes en llamas del Orodruin tras la destrucción del Anillo Único.

## Descripción
Las Águilas eran realmente gigantescas. En la Primera Edad, se dice que tenían hasta 30 metros de envergadura de alas. En la Tercera Edad se supone que eran mucho más pequeñas, pero aún lo suficientemente grandes como para llevar fácilmente a un hombre. Además, podían hablar las lenguas de los Hombres y de los Elfos y vivían mucho tiempo.